# Оглоблино (Кировская область)
Оглоблино — деревня в Слободском районе Кировской области России. Входит в состав городского округа город Слободской.

## География
Находится в Кировской агломерации.
Уличная сеть не развита.
Географическое положение
Близнаходящиеся населённые пункты (стрелка — направление, расстояния в километрах — по прямой)
- д. Баранники (← 0.4 км)
- д. Соковни (↖ 0.9 км)
- поч. Шуткинский (↘ 0.9 км)
- д. Антипины (↑ 1.3 км)
- д. Рубцы (← 1.7 км)
- д. Чечетки (↙ ≈1.7 км)
- д. Евсютинская (↘ 1.8 км)
- д. Андронов Остров (→ 1.8 км)
- д. Потки (↙ ≈1.9 км)
- мкр. Первомайский (↘ 2 км)
- д. Копари (← 2 км)
- д. Коневы (↗ 2 км)
- д. Горская Речка (↙ ≈2 км)
- д. Экономическая (↘ ≈2.1 км)
- д. Мешины (↑ 2.1 км)
- д. Жуково (↘ 2.1 км)
- д. Горская Речка (↙ ≈2.2 км)
- д. Боярское (→ 2.2 км)
- д. Прокаши (↓ 2.3 км)
- д. Болотовы (↖ 2.3 км)

## История
До включения в 2005 году в состав муниципального образования и административно-территориальной единицы город Слободской входил в Стуловский сельский округ.

## Население
| 2010 |
| ---- |
| 93   |

Национальный и гендерный состав
Согласно результатам переписи 2002 года, в национальной структуре населения русские составляли 96 % из 26 чел.. Мужчин — 11, женщин — 15.

## Инфраструктура
Православный храм.
Личное подсобное хозяйство.

## Транспорт
Просёлочные дороги.